# Parafia św. Karola Boromeusza we Wrocławiu
Parafia Świętego Karola Boromeusza we Wrocławiu – rzymskokatolicka parafia znajdująca się w dekanacie Wrocław-Śródmieście w archidiecezji wrocławskiej. Administrowana jest przez franciszkanów, odłamu Zakonu Braci Mniejszych Konwentualnych. Erygowana w 1910. Mieści się przy ulicy Kruczej. Od 1996 do 2000 jej proboszczem był o. Roman Pałaszewski OFMConv.
Od 2024 proboszczem parafii, gwardianem klasztoru i kustoszem sanktuarium jest o. Piotr Cuber OFMConv.

## Zasięg parafii
- Parafia obejmuje ulice: Buska, Energetyczna, Gajowicka, Grochowa (1-13, 2-22), Gwiaździsta (55- do końca i 50 do końca), Hallera (21-79, 24a-48), pl. Hirszfelda, Jantarowa, Jastrzębia (27-31), Jemiołowa (51-55, 56-74), Kolbuszowska, Krucza, Kwaśna, Łączności, Mielecka, Modlińska, Oficerska, Oksywska, Połaniecka, Powstańców Śląskich (97-111), pl. Powstańców Śląskich (nr. niep.), Pretficza, Przelot, Saperów, Skwierzyńska (21-39, 26-50), Słowicza, Sokola, Stalowa (1-7, 2-8), Stalowowolska, Stopnicka, Szczęśliwa (38, 40, 42), Sztabowa (21-37, 2-18), Tarnobrzeska, Wielka (1-15, 2), Wolbromska, Wróbla, Zaporoska (37-87, 24-70), Zielińskiego (61-75, 76-90), Żelazna (29-33), Żurawia.